# Norman Francis Conant
Norman Francis Conant (* 1908- 1984) fue un micólogo y botánico estadounidense.
Por muchos años trabajó en la Universidad Duke, Carolina del Norte.
Fue Bachiller en Ciencias del "Bates College", en 1930, su mágister en la Universidad Harvard, en 1931, y su PhD. en 1933. 
Fue alumno de postgrado en el "Laboratorie de Parasitologieat" en la Universidad de París de 1933 a 1934), donde se entrenó con Raimond Sabouraud, reconocido fundador de la micología médica. Otros entrenamientos de postgraduado los hizo en la "Escuela Médica de la Armada, Washington, 1944; en el Instituto Oswaldo Cruz en Río de Janeiro, en 1944; y en la Universidad de São Paulo, también en 1944.
Conant comienza en la Universidad Duke en 1935, como instructor del Departamento de Microbiología, y también lo fue en bacteriología, y en micología; y profesor en muchos niveles, incluyendo la cátedra del Departamento de Microbiología, de 1958 a 1968. 
Fue un pionero en micología médica, estableciendo tal disciplina en EE. UU. Enseñó en los cursos de micología de verano desde 1948 hasta su retiro en 1973.
Norman F. Conant se casó con Sylvia Clare Nute en 1930, y tuvieron siete hijos.
- 1971. Manual of Clinical Mycology. 755 pp. Ed. Saunders. ISBN 0-7216-2646-7

- La abreviatura «Conant» se emplea para indicar a Norman Francis Conant como autoridad en la descripción y clasificación científica de los vegetales.[2]

## Fuente
- https://web.archive.org/web/20080115170411/http://mgm.duke.edu/microbial/mycology/mitchell/bio.htm